# Максвелловская лекция
Максвелловская лекция  (англ. Clerk Maxwell lecture) — награда, присуждаемая британским обществом Institution of Engineering and Technology (англ.) (IET). Учреждена в память Джеймса Клерка Максвелла .

## Лауреаты
- 1951 Джордж Уильям Осборн Хау[англ.]
- 1954  Джон Кокрофт
- 1957  Уильям Лоренс Брэгг
- 1959 Владимир Козьмич Зворыкин
- 1964 Gordon Radley
- 1968 Морис Понт[фр.]
- 1971 Гарольд Барлоу[англ.]
- 1974 Браун, Вернер фон
- 1976 Казимир, Хендрик
- 1981 Реджинальд Виктор Джонс[англ.]
- 1986 Александр Лэмб Каллен[англ.]
- 1990 Малкольм Бизли[англ.]
- 1994 Джеймс Фланаган[англ.]
- 2003 Дитер Хелм[англ.]
- 2004 Nick Winser
- 2005 Джон Могг[англ.]
- 2006 Stewart Saunders, Peter Terwiesch
- 2007 Аллан Джонс[англ.]
- 2009 David Clarke
- 2010 Стив Холлидей[англ.]
- 2011 Andy Heiron
- 2012 Pilgrim Beart
- 2013 Paul Stevens
- 2014 Дэвид Маккей[англ.]
- 2015 William Nuttall
- 2016 Марк Уолпорт[англ.]